# یاسکولین
یاسکولین (به لاتین: Jaskulin) یک روستا در لهستان است که در گمینا دوبرومیژ واقع شده‌است.